# James Dixon Roman
James Dixon Roman (ur. 11 sierpnia 1809, zm. 19 stycznia 1867) – amerykański polityk i prawnik związany z Partią Wigów. W latach 1847–1849 przez jedną kadencję Kongresu Stanów Zjednoczonych był przedstawicielem drugiego okręgu wyborczego w stanie Maryland w Izbie Reprezentantów Stanów Zjednoczonych.